# Голубчиков, Юрий Николаевич
Юрий Николаевич Голубчиков (1 января 1953, Львов) — российский учёный-географ, специалист по географии горных и полярных стран и теории глобальных природных катастроф. Автор более 500 научных и публицистических статей, включая 15 книг. Всего вместе с атласами, брошюрами и коллективными монографиями опубликовал 34 книги.
Ведущий научный сотрудник кафедры рекреационной географии и туризма Географического факультета Московского государственного университета им. М. В. Ломоносова. Действительный член Русского географического общества с 1975 года.

## Биография
Родился 1 января 1953 года во Львове в семье фронтовика-инвалида Николая Яковлевича Голубчикова и Зинаиды Ивановны Аршиновой. Отец в 1957 году закончил географический факультет Львовского университета по специальности «физическая география», мать — выпускница 1948 года филологического факультета Черновицкого университета. Родители работали учителями по географии и русскому языку в средних школах Львова.
В 1970 году Голубчиков поступил на Географический факультет МГУ, который окончил в 1975 году и был оставлен в аспирантуре кафедры физической географии СССР, ученик географа и карстоведа Николая Гвоздецкого. В 1980 году защитил кандидатскую диссертацию на тему «Ландшафтно-геофизические особенности муссонно-мерзлотной горной тайги зоны БАМ». Работал в экспедициях на Дальнем Востоке и Заполярье, в научных и образовательных учреждениях Канады, Китая, Тайваня и Великобритании. Был приглашённым профессором университета Альберта в Канаде, научным сотрудником Кембриджского университета в Великобритании.
В 1987 году вышла книга Н. А. Гвоздецкого и Ю. Н. Голубчикова «Горы». Это был первый в советской географической литературе труд о горах всей Земли.
В 2003 году вышла книга Ю. Н. Голубчикова «География человека».
С 2005 года выступает как последователь теории катастроф Кювье. Автор концепции глобального мегацунами в истории биосферы. Она нашла отражение в книгах «Глобальные катастрофы в истории цивилизаций» (М., Вече, 1995)] и «Катастрофы в истории Земли и человека» (М., Белый город, 2009). Юрий Голубчиков — автор научной концепции глобальной катастрофы мегацунами в истории биосферы, являющейся альтернативой эволюционной теории длительных ледниковых периодов.

## Публицистическая деятельность
В 1988 году Юрий Голубчиков выступил в журналах «Огонёк» и «Энергия» и в телепрограмме «Взгляд» с инициативой рассекретить для всеобщего пользования крупномасштабные топографические карты территорий СССР. С 1994 по 1997 годы являлся заместителем главного редактора научно-популярного журнала «Терра Инкогнита». Создавал и наполнял сайт РИА-Новости «Арктика-территория диалога» (2011). Вел рубрику «Краеведение» в приложении к «Независимой газете» «НГ-Наука» (2018).

## Книги
Ю. Н. Голубчиков является автором книг
- Природа мира: Горы. М.: Мысль, 1987, 400 с., (в соавторстве с Н. А. Гвоздецким)[8]
- География горных и полярных стран. М.: МГУ, 1996, 304 с.[9]
- География человека. М.: УРСС. 2003, 296 с.[10]
- География Чукотского автономного округа. М.: ДИК, 2004, 320 с.[11]
- Глобальные катастрофы в истории цивилизаций. М.: Вече, 2005, 386 с. рецензия газеты «Первое сентября»[12]], рецензия газеты «Литературная Россия»[6]
- Климатические пояса и природные зоны в жизни народов. М.: Чистые пруды, 2005, 32 с.[13]
- Исламизация России. Тревожные сценарии будущего. М.: Вече, 2005, 418 с., (в соавторстве с Р. А. Мнацаканяном)[14]
- Четыре сценария будущего России. М.: Капитал инфо, 2006, 280 с., (в соавторстве с В. Ф. Нестеренко)[15]
- Катастрофы в истории Земли и человека. М.: Белый город, 2009, 192 с.[7][16]
- Основы гуманитарной географии (учебное пособие для университетов). М.: Инфра-М, 2011, 368 с. (4-е изд. 2017 г.)[17]; Предисловие В. М. Котлякова
- Гуманитарная география в стратегиях выживания человечества. М.: Диалог культур, 2014, 328 с.[18]; рецензия Ал. А. Григорьева[19]
- СТЕК Система транспортных евразийских коридоров Сост А. В. Воробьев, Рахимов К. К., Собянин А. Д. Акимов Т. К., Алиева Н., Баденков Ю. П., Бельдей В. А., Вассерман А. А., Голубчиков Ю. Н., Железняков А. С., Тикунов В. С., и др. Пушкино, Центр стратегической конъюнктуры 2015, ISBN 978-5-9906914-1-4 , 644 с.[20]
- Теоретические основы туристической географии. М.: Издательский сервис, 2017, 192 с[21]
- Туристическая география Севера России. М.: Издательский сервис, 2018, 124 с. (в соавторстве с В. И. Кружалиным)[22]]
- Антропный принцип цели в приложении к Земле и биосфере. Иллюстративный атлас/. Дрезден- Москва, 2019, 28 с[23]
- Очерки географии человека. М.: АНО «Диалог культур», 2020, 240 с.[24].
- Гуманитарно-географические основы образования, оздоровления и туризма. М.: АНО «Диалог культур», 2021, 368 c.[25]
- Russian Territorial Expansion into Siberia: The Initial Stage (XVI—XVII Centuries). Humans in the Siberian Landscapes pp 135—150. Springer Nature (Switzerland), 2022, 538 p.[26]

## Атласы
Голубчиков является автором текстов и редактором следующих атласов:
- Атлас мира. М.: АСТ, 2011, 563 с. (в соавторстве с С. Ю. Шокаревым).
- Атлас мира АСТ, 2009 г., 368 с. М.: АСТ, 2011, 563 с. (в соавторстве с С. Ю. Шокаревым).
- Универсальный атлас мира АСТ, 2008 г., 312
- Универсальный историко-географический атлас России — АСТ, 2008, 384 с.
- Большой атлас России — Издательство: Астрель,
- Атлас Tartarica. История татар и народов Евразии. Республика Татарстан вчера и сегодня. Издательско-Продюсерский Центр «Дизайн. Информация. Картография», 2006, 888 с.
- Историко-культурный атлас Кыргызстана. М._Бишкек, ДИК, 2001, 176 с. (в соавторстве с

М. К. Иманкуловым);
Каждый из атласов опубликован тиражом 1-5 тыс. экз. (некоторые неоднократно переиздавались) и несёт многоплановую информацию о рассматриваемых территориях.